# Monastir (Szardínia)
Monastir település Olaszországban, Szardínia régióban, Cagliari megyében. Lakosainak száma 4438 fő (2023. január 1.). Monastir San Sperate, Sestu, Ussana, Villasor, Serdiana és Nuraminis községekkel határos.

## Népesség
A település lakossága az elmúlt években az alábbi módon változott:
| Lakosok száma | 4562 | 4640 | 4438 |
|               | 2017 | 2018 | 2023 |